# Chevrolet Series AA Capitol
Ne doit pas être confondu avec Ford Model AA.

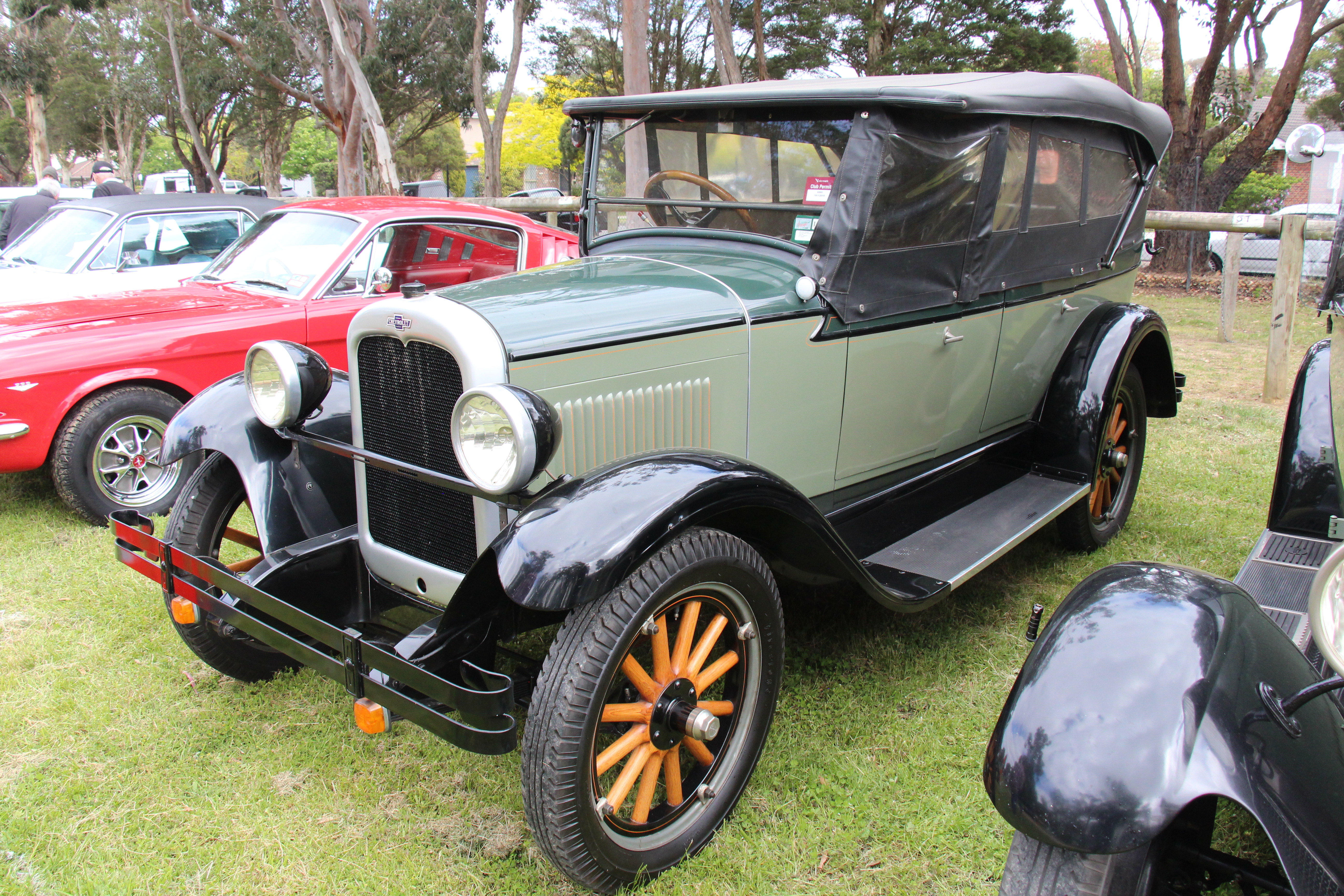
Chevrolet AA tourer (phaéton) en Australie.

La Chevrolet Series AA Capitol (ou Chevrolet Capitol) est un véhicule américain fabriqué par Chevrolet en 1927.
Lancée dans l'année où Ford est passé de la Model T a la Model A, Chevrolet a vendu 678 540 voitures Series AA et aiderait Chevrolet à défier la domination de Ford sur le marché international.

## Caractéristique
Disponible en huit styles de carrosserie, la carrosserie était très similaire à la Chevrolet Superior Series V de 1926 et à la Superior Series K de 1925. Le châssis et la plate-forme ont également été utilisés pour construire des camions Chevrolet et GMC.